# Guatemala International 2019
Die Guatemala International 2019 im Badminton fanden vom 25. bis zum 29. September 2019 in Guatemala-Stadt statt.

## Sieger und Platzierte
| Disziplin    | Gold                               | Silber                            | Bronze                                                 |
| ------------ | ---------------------------------- | --------------------------------- | ------------------------------------------------------ |
| Herreneinzel | Kevin Cordón                       | Lino Muñoz                        | Bernardo Atilano                                       |
| Herreneinzel | Kevin Cordón                       | Lino Muñoz                        | B. R. Sankeerth                                        |
| Dameneinzel  | Ghaida Nurul Ghaniyu               | Fabiana Silva                     | Nairoby Abigail Jiménez                                |
| Dameneinzel  | Ghaida Nurul Ghaniyu               | Fabiana Silva                     | Kateřina Tomalová                                      |
| Herrendoppel | Fabrício Farias Francielton Farias | Job Castillo Luis Montoya         | Brandon Alavardo Christopher Martínez                  |
| Herrendoppel | Fabrício Farias Francielton Farias | Job Castillo Luis Montoya         | Jonathan Solís Anibal Marroquín                        |
| Damendoppel  | Jaqueline Lima Sâmia Lima          | Daniela Macías Dánica Nishimura   | Diana Corleto Soto Nikte Sotomayor                     |
| Damendoppel  | Jaqueline Lima Sâmia Lima          | Daniela Macías Dánica Nishimura   | Ghaida Nurul Ghaniyu Maria Delia Zambrano              |
| Mixed        | Fabrício Farias Jaqueline Lima     | Jonathan Solís Diana Corleto Soto | Vinson Chiu Breanna Chi                                |
| Mixed        | Fabrício Farias Jaqueline Lima     | Jonathan Solís Diana Corleto Soto | Jose Luis Granados Morales Sara Michele Barrios Chiong |